# Kundelungu Nemzeti Park
A Kundelungu Nemzeti Park a Kongói Demokratikus Köztársaság délkeleti részén, a Felső-Katanga tartományban elhelyezkedő nemzeti park, területe 7600 km², ami két körzetre oszlik. A park eredeti, keleti része 2130 km² területű, egy 1200 m-es és 1700 m-es szintek között elterülő fennsíkon fekszik. A terület a Katanga-tartományra jellemző élőhelyeket rejti, legelőket és nyílt, erdős területeket, valamint a folyók mentén elterülő galériaerdőket. A hegyoldalakat sűrű Brachystegia erdők borítják. A park nyugati határát 400 m magasságból aláeső sziklafalak alkotják, melyek merőlegesen szakadnak alá a Lufira-folyó völgyébe. A park északi részén, a Lufira egyik mellékágán, a Lofoi-folyón található vízesések állítólag a legmagasabbak Afrikában, esésük a 342 m-t is eléri. A park nyugati felén, a Kiengébe vezető úttól nyugatra és északnyugatra hatalmas mocsaras területek fekszenek.
A park 31%-a erdő, 29%-a legelő, 36%-a bozótos és 2%-a mocsaras terület. A park területén mezőgazdasági termelés nem folyik.

## Története
A Kundelungu Nemzeti Parkot 1970-ben hozták létre. A park 1984-ben pályázott a világörökségi javaslati listára való felkerülésre, de a pályázatot elutasították, mert nem mindenben felelt meg a kritériumoknak, és a park sértetlenségére sem láttak garanciát. A park személyzete jelenleg 50 fő, központjuk Katwében van. 

## Faunája
A park állatfajai: 
- alföldi zebra (Equus burchelli)
- fakó lóantilop (Hippotragus equinus)
- fekete lóantilop (Hippotragus niger)
- nagy kudu (Strepsiceros strepsiceros)
- jávorantilop (Taurotragus oryx)
- közönséges nádiantilop (Redunca redunca)
- gyűrűsfarkú víziantilop (Kobus ellipsiprymnus)
- vörös tehénantilop (Alcelaphus buselaphus)
- kafferbivaly (Syncerus caffer)
- szassza (Oreotragus oreotargus)
- bozóti antilop (Tragelaphus scriptus)
- kék bóbitásantilop (Philantomba moticola)
- oroszlán (Panthera leo)
- leopárd (Panthera pardus)
- afrikai vadkutya (Lycaon pictus)
- foltos hiéna (Crocuta crocuta)
- sujtásos sakál (Canis adusus)
- gepárd (Acinonyx jubatus)
- aranycerkóf (Cercopithecus mitis kandti)
- Anubisz-pávián (Papio anubis)
- fülesmakifélék (Galagidae)